# باسيفي (قمر)
القمر باسيفي (بالإنجليزية: Pasiphaë)‏  هو قمر طبيعي غير نظامي يتحرك بحركة تراجعية تابع لكوكب المشتري.
و ينتمي هذا القمر إلى مجموعة باسيفي المكونة جميعها من أقمار غير نظامية وتتحرك بحركة تراجعية دائرة حول المشتري على مسافة تتراوح بين 22.8 و 24.1 جيجامتر وزاوية ميلان تتراوح تقريباً بين 144.5° و 158.3°.

## اكتشافه
تم اكتشاف هذا القمر ي عام 1908 م من قبل العالم الفلكي فيليبيرت جاكيس ميلوت  حيث تم رصد هذا القمر لأول مرة في مرصد غرينتش الملكي في ليلة 28 فبراير 1908 م، بيد أن أولى اللقطات التي أخذت لمراقبة هذا الجرم تعود إلى تاريخ 27 من يناير في السنة نفسها.

## تسميته
تمت تسمية القمر حينها مؤقتاً باسم 1908 CJ حيث أنه لم يكن معروفاً إن كان كويكباً أو قمراً تابعاً لكوكب المشتري، ولكن تم الجزم نهائياً بأنه قمر تابع لكوكب المشتري في 10 أبريل من العام نفسه.
لم يتسلم باسيفي اسمه رسمياً حتى العام 1975 م  وقبل هذا التاريخ كان يعرف باسم المشتري الثامن (بالإنجليزية: Jupiter VIII)‏ ، وكان أحياناً بين العامين 1955 م و 1975 م يسمى ببوسايدون.

تمت نسبته نسبة إلى باسيفاي التي تم ذكرها في الميثولوجيا الإغريقية كزوجة مينوس ووالدة المينوتور الذي كان حسب الأسطورة نصف إنسان ونصف ثور.

الأقمار الغير نظامية ذات الحركة تراجعية التابعة لكوكب المشتري.

## خصائصه
يدور هذا القمر حول كوكب المشتري على مسافة متوسطة تبلغ 24,094 ميغامتر في 764.082032 يوماً، بزاوية ميل يبلغ قدرها °145 درجة في اتجاه (°143 من خط الاستواء في المشتري) حسب مسير الشمس مع شذوذ مداري يبلغ قدره 0.2953.
و يبلغ قطر هذا القمر حوالي 30 كيلومتراً
18? km